# Gesneriaceae
Gesneriaceae је фамилија дикотиледоних биљака из реда Lamiales. Обухвата око 150 родова са преко 3000 врста. Фамилија је распрострањења углавном у тропским и суптропским областима, са неколико врста распрострањених у областима са умерено-континенталном климом (нпр. Ramonda nathaliae и Ramonda serbica на Балканском полуострву). Поједине биљке из ове фамилије узгајају се као украсне, нпр. афричке љубичице из рода Saintpaulia, афричке јагорчевине и висеће љубичице из рода Streptocarpus, глоксиније из родова Sinningia и Gloxinia, као и ватрене љубичице из рода Episcia.

## Опис фамилије
Фамилија Gesneriaceae обухвата већином вишегодишње зељасте биљке, али и понеки дрвенасти жбун или лијану.
Стабло и листови су углавном развијени, са изузетком једнолисних врста из подрода Streptocarpus Subg. Streptocarpus. Листови су углавном постављени наспрамно на стаблу, а код великог броја врста скупљени су у розете при основи стабла. Грађени су мезофилно, а стоме су анизоцитне.
Цветови су крупни, петочлани, зигоморфни, појединачни или скупљени у цвасти. Цвасти ове фамилије су карактеристично грађене, наликују рацемозним цвастима, али уместо терминалног цвета, цветна дршка наставља с растом. Биљке су хермафродитне, или једнодоме. Опрашивање се врши инсектима, птицама или слепим мишевима. Плод је чахура које пуца, или ређе бобица. Семе је врло ситно, често са пругастом или мрежастом семењачом.

## Еволуција фамилије
су се одвојиле од осталих група у реду пре 71–74 милиона година. Претпостављени базични број хромозома у фамилији Gesneriaceaeје 8 или 9, а савремени родови поседују основни број хромозома x = 4–17.

## Галерија
- скоро актиноморфни цветови Наталијине рамонде
- цевасти цветови врсте
- једнолисна врста
- листови са трихомама (Achimenes misera)